# Powodzenia, Charlie: Szerokiej drogi
Powodzenia, Charlie: Szerokiej drogi (Powodzenia Charlie: Film drogi) – amerykański film Disney Channel Original Movie oparty na serialu Disney Channel Powodzenia, Charlie!. Produkcja filmu rozpoczęła się w marcu 2011, zaś amerykańska premiera odbyła się 2 grudnia 2011. W Polsce film pojawił się 17 grudnia 2011 na Disney Channel.

## Fabuła
Duncanowie zamierzają spędzić święta u dziadków w Palm Springs, jednak w czasie drogi z Denver Teddy (Bridgit Mendler) podejmuje błędną decyzję, aby rozdzielić się z rodziną. Do świąt zostało zaledwie trzy dni, ale nie ma żadnych wolnych lotów, więc dziewczyna musi wykorzystać wszystkie możliwe środki transportu, w tym samochód, autobus i rower, aby udało jej się spędzić świąteczny czas z najbliższymi. Po drodze dojdzie do wielu niezwykłych zdarzeń, m.in. spotkania z parą starszych ludzi z Roswell, którzy sądzą, że są ofiarami uprowadzenia przez obcych. Pod koniec rodzina dowiaduje się, że Amy jest znowu w ciąży.

## Obsada
- Bridgit Mendler jako Teddy Duncan[2],
- Jason Dolley jako PJ Duncan[2],
- Leigh-Allyn Baker jako Amy Duncan[2],
- Bradley Steven Perry jako Gabe Duncan[2],
- Mia Talerico jako Charlotte „Charlie” Duncan[2],
- Eric Allan Kramer jako Bob Duncan[2].

## Wersja polska
Wersja polska: SDI Media Polska

Reżyseria: Marek Robaczewski

Dialogi: Barbara Eyman

Wystąpili:
- Marta Dobecka – Teddy Duncan
- Maciej Więckowski – PJ Duncan
- Jan Piotrowski – Gabriel „Gabe” Duncan
- Julia Kołakowska – Charlie Duncan
- Anna Gajewska – Amy Duncan
- Jacek Jarzyna – Bob Duncan
- Monika Węgiel – Ivy Renée Wentz
- Joanna Borer – Babcia Petunia
- Wojciech Paszkowski – Dziadek Hank

W pozostałych rolach:
- Mikołaj Klimek
- Łukasz Talik
- Krzysztof Szczerbiński
- Janusz Wituch
- Leszek Zduń
- Stefan Knothe
- Grzegorz Kwiecień
- Joanna Pach
- Wojciech Chorąży

i inni